# Скальницы
Скальницы (лат. Thoropa) — род бесхвостых земноводных из семейства Cycloramphidae. Род включает виды, встречающиеся на востоке и юго-востоке Бразилии. Обитают на влажных скалах (что отображено в названии рода) на высотах до 1 500 м над уровнем моря.

## Классификация
На февраль 2023 года в род включают 7 видов:
- Thoropa bryomantis Assis, Lacerda, Guimarães, Peixoto, Luna, and Feio, 2021
- Thoropa lutzi Cochran, 1938 — Скальница Лютца
- Thoropa megatympanum Caramaschi and Sazima, 1984
- Thoropa miliaris (Spix, 1824)
- Thoropa petropolitana (Wandolleck, 1907)
- Thoropa saxatilis Cocroft and Heyer, 1988
- Thoropa taophora (Miranda-Ribeiro, 1923)